# Jens Østergaard (musikhistoriker)
 Der er flere personer med dette navn, se Jens Østergaard.
Jens Østergaard (født 13. oktober 1929, død 19. maj 2012) var en dansk musikhistoriker.